# Štiavnické Bane
Štiavnické Bane és un poble i municipi d'Eslovàquia que es troba a la regió de Banská Bystrica.

## Història
La primera menció escrita de la vila es remunta al 1352.

## Demografia
| Godina             | 1994 | 2004   | 2014   | 2024   |
| ------------------ | ---- | ------ | ------ | ------ |
| Nombre de persones | 841  | 773    | 836    | 839    |
| Diferència         |      | −8,08% | +8,15% | +0,35% |

| Godina             | 2023 | 2024   |
| ------------------ | ---- | ------ |
| Nombre de persones | 832  | 839    |
| Diferència         |      | +0,84% |